# Кантело
Кантѐло (на италиански: Cantello; на ломбардски: Cantel, Кантел) е малко градче и община в Северна Италия, провинция Варезе, регион Ломбардия. Разположено е на 404 m надморска височина. Населението на общината е 4716 души (към 2017 г.).